# Бараев, Александр Иванович
Алекса́ндр Ива́нович Бара́ев (16 июля 1908, Санкт-Петербург — 8 сентября 1985, Целиноград) — советский агроном, основоположник почвозащитной системы земледелия. Доктор сельскохозяйственных наук (1971), академик ВАСХНИЛ (1966). Лауреат Ленинской премии (1972). Герой Социалистического Труда (1980).

## Биография
Родился 16 июля 1908 года в Санкт-Петербурге в семье рабочего-железнодорожника. Детство и юность его прошли в Вытегорском уезде Олонецкой губернии, городе Вытегре, где он получил среднее образование. Окончил Самарский институт зерновых культур (1930). Работал управляющим отделением совхоза, научным сотрудником опытной станции.
Жил в посёлке Научный Шортандынского района Целиноградской области.
С 1930 по 1933 год являлся научным сотрудником Института экономики сельского хозяйства в Самаре.
с 1933 по 1935 год — научный сотрудник Безенчукской опытной станции в Самарской области
С 1935 года работал в Казахстане.
С 1936 года работал на Уральской государственной селекционной станции (город Уральск Казахской ССР), в этом же году старший научный сотрудник.
В 1937 году Бараев А.И становится заместителем директора по науке.
С 1941 года Член КПСС.
С 1949 по 1950 год — начальник сортового управления Министерства сельского хозяйства СССР.
С 1950 по 1953 году по возвращении на Уральскую государственную селекционную станцию назначен её директором. За годы работы на этой станции при его непосредственном участии и руководстве выведено несколько сортов яровой пшеницы для неорошаемого земледелия, люцерны, кормовой культуры житняка.
В 1957—1985 годах — директор Казахского (с 1961 года — Всесоюзного) научно-исследовательского института зернового хозяйства.
С 1962 по 1966 год Депутат Верховного совета СССР 6-го созыва. Депутат Верховного Совета Казахской ССР.
Скончался от инфаркта на следующий день после встречи с М. С. Горбачёвым, который жёстко его раскритиковал за плохой урожай в 1985 году. Похоронен на кладбище села Степное (находится в 1,5 км от посёлка Научный) Шортандинского района.

## Научная деятельность
Автор свыше 300 научных трудов. Основоположник почвозащитной системы земледелия, разработанной им на основе опыта безотвальной обработки почвы Терентия Мальцева и фермерской практики Канады.
Бараевым А.И была доказана необходимость замены вспашки плоскорезной обработкой с сохранением стерни на поверхности почвы и освоении зернопаровых севооборотов с короткой ротацией (3-5 лет) вместо зернотравянопропашных с длинной ротацией (8-10 лет). Доказывал правоту созданной им системы в условиях противодействия Н. С. Хрущёва, Т.Д Лысенко, многих руководителей и академиков ВАСХНИЛ.
В 1971 году становится доктором сельскохозяйственных наук. А в 1972 году — профессор.

## Награды
Заслуженный деятель науки Казахской ССР. Награждён 3 орденами Ленина (1966, 1968), орденом Октябрьской Революции (1977), орденом «Знак Почёта» и медалями СССР, Орден дружбы народов, Ленинская премия, Золотая медаль ВАСХНИЛ имени В. Р. Вильямса, Герой Социалистического Труда со вручением ордена Ленина и золотой медали «Серп и Молот».

## Память
В Астане в честь академика А. Бараева установлена мемориальная доска, также его именем названа одна из улиц в центре города (на ней находится Посольство России в Казахстане). В посёлке Научный Шортандинского района имеется Научно-производственный центр зернового хозяйства имени Александра Ивановича Бараева, там же находится улица, названная в честь Бараева. Его именем также названа улица в Уральске и Вытегре.